# Barabbas (film, 1961)
För andra betydelser, se Barabbas (olika betydelser).
Barabbas är en italiensk film av Richard Fleischer från 1961, där Barabbas, spelad av Anthony Quinn, brottas med tanken på att han fick leva istället för Jesus. Filmen bygger på Pär Lagerkvists verk Barabbas från 1950.

## Handling
Barabbas friges så att Jesus kan korsfästas i stället för honom.

## Om filmen
Filmen hade svensk premiär den 26 december 1962 och är tillåten från 15 år.
Solförmörkelsen som äger rum under korsfästelsen är äkta.

## Rollista (urval)
- Anthony Quinn - Barabbas
- Arthur Kennedy - Pontius Pilatus
- Harry Andrews - Petrus
- Vittorio Gassman - Sahak
- Jack Palance - Torvald
- Ernest Borgnine - Lucius
- Valentina Cortese - Julia
- Michael Gwynn - Lazarus
- Silvana Mangano - Rakel
- Sharon Tate - patricier i arenan (ej krediterad)
- Katy Jurado - Sara